# 帕尔瓦特
帕尔瓦特（Parvat），是印度古吉拉特邦Surat县的一个城镇。总人口20694（2001年）。

## 人口
该地2001年总人口20694人，其中男性12235人，女性8459人；0—6岁人口3100人，其中男1678人，女1422人；识字率63.87%，其中男性为71.30%，女性为53.12%。